# Весільна ніч
Весільна ніч — радянський художній фільм 1980 року, знятий на кіностудії «Білорусьфільм».

## Сюжет
Літо 1942 року. Партизанська зв'язкова Валя Мережко направляється в місто на зв'язок з підпільниками. Її зв'язковим стає Степан — вони полюбили один одного ще до війни. Літо 1943 року. У партизанський загін для виконання особливо важливого завдання прибуває з великої землі красива розвідниця Маша. Валя через Степана з'єднує Машу з підпільниками. Часом їй здається, що Степан може полюбити Машу. Одного разу, не витримавши мук ревнощів, Валя пробирається в місто і потрапляє на весілля Степана і Маші. Вона не знала, що весілля влаштували партизани, щоб освітлити залізничну станцію і, тим самим, допомогти радянським бомбардувальникам. Ця «весілля» закінчиться тим, що Маша і Степан потраплять в руки німців і будуть засуджені до розстрілу.

## У ролях
- Ірина Коритникова — Валя Мережко, партизанка
- Наталія Андрейченко — Маша
- Михайло Долгінін — Степан Жданько
- Петро Юрченков — Володя Артюков, командир партизанського загону
- Тетяна Шашалевич-Дедюшко — Христина Архипівна
- Віктор Тарасов — Яків Ригорович, поліцай
- Августин Милованов — Кольман, німецький офіцер
- Юрій Ступаков — Фойт, німецький офіцер
- Іван Сидоров — поліцай
- Олексій Вертинський — німецький офіцер
- Олександр Кашперов — епізод
- Олександр Лабуш — залізничник
- Тамара Муженко — епізод
- Євген Нікітін — німецький офіцер
- Ніна Розанцева — епізод
- Юрій Шульга — епізод
- Микола Пастревич — епізод
- Борис Магаліф — епізод

## Знімальна група
- Режисер — Олександр Карпов
- Сценарист — Олександр Карпов
- Оператор — Едуард Садрієв
- Композитор — Леонід Афанасьєв
- Художник — Володимир Бєлоусов